# Кинтерос, Хайро
Хайро Кинтерос Сьерра (исп. Jairo Quinteros Sierra; 7 февраля 2001, Санта-Крус-де-ла-Сьерра, Боливия) — боливийский футболист, центральный защитник клуба «Боливар» и сборной Боливии.

## Карьера

### Клубная карьера
Кинтеро — воспитанник академии испанского футбольного клуба «Валенсия».
12 февраля 2020 года Кинтерос подписал контракт с клубом-новичком MLS «Интер Майами», откуда сразу же отправился в аренду в клуб чемпионата Боливии «Боливар» на один год. Его профессиональный дебют состоялся 27 февраля в матче против «Реал Санта-Крус». 12 апреля в матче против «Сан-Хосе» он забил свой первый гол в профессиональной карьере. 18 января 2021 года «Интер Майами» продлил аренду Кинтероса в «Боливар» ещё на один год.
К «Интер Майами» присоединился перед сезоном 2022. В высшей лиге США дебютировал 26 февраля в матче стартового тура сезона против «Чикаго Файр». 16 августа контракт Кинтероса с «Интер Майами» был расторгнут по обоюдному согласию сторон.
1 сентября 2022 года Кинтерос подписал двухлетний контракт с клубом испанской Сегунды «Сарагоса». Дебютировал за «Сарагосу» 19 декабря в матче против «Леганеса», выйдя на замену в конце второго тайма вместо Франа Гамеса.
3 июля 2023 года Кинтерос вернулся в «Боливар».

### Международная карьера
В составе сборной Боливии до 20 лет Кинтерос принимал участие в молодёжном чемпионате Южной Америки 2019.
В январе 2020 года в составе сборной Боливии до 23 лет участвовал в отборочном турнире летних Олимпийских игр 2020 в зоне КОНМЕБОЛ.
За основную сборную Боливии Кинтерос дебютировал 3 июня 2021 года в матче квалификации чемпионата мира 2022 против сборной Венесуэлы. Был включён в состав сборной на Кубок Америки 2021.

## Статистика

### Клубная статистика
| Выступление      | Выступление      | Выступление      | Лига | Лига | Кубок | Кубок | Континент. | Континент. | Итого | Итого |
| Клуб             | Лига             | Сезон            | Игры | Голы | Игры  | Голы  | Игры       | Голы       | Игры  | Голы  |
| ---------------- | ---------------- | ---------------- | ---- | ---- | ----- | ----- | ---------- | ---------- | ----- | ----- |
| Боливар          | Примера Дивисьон | 2020             | 11   | 1    | —     | —     | 2          | 0          | 13    | 1     |
| Боливар          | Примера Дивисьон | 2021             | 26   | 0    | —     | —     | 9          | 1          | 35    | 1     |
| Боливар          | Итого            | Итого            | 37   | 1    | —     | —     | 11         | 1          | 48    | 2     |
| Интер Майами     | MLS              | 2022             | 4    | 0    | 2     | 0     | —          | —          | 6     | 0     |
| Интер Майами II  | MLS Next Pro     | 2022             | 2    | 1    | —     | —     | —          | —          | 2     | 1     |
| Сарагоса         | Сегунда          | 2022/23          | 1    | 0    | 0     | 0     | —          | —          | 1     | 0     |
| Боливар          | Примера Дивисьон | 2023             | 6    | 0    | 2     | 0     | 1          | 0          | 9     | 0     |
| Всего за карьеру | Всего за карьеру | Всего за карьеру | 50   | 2    | 4     | 0     | 12         | 1          | 66    | 3     |

1. ↑  В графу «Континентальные турниры» входят игры и голы в Кубке Либертадорес и Южноамериканском кубке.

### Международная статистика
| Команда | Год   | Игры | Голы |
| ------- | ----- | ---- | ---- |
| Боливия |       |      |      |
| 2021    | 11    | 0    |      |
| 2022    | 4     | 0    |      |
| 2023    | 3     | 0    |      |
| Всего   | Всего | 18   | 0    |